# Joseph Le Cherpy
Joseph Le Cherpy, né le 10 octobre 1874 à Falaise (Calvados) et mort le 4 avril 1923 à Paris, est un homme politique français.

## Biographie
Député du Calvados du 10 novembre 1907 (élection législative partielle consécutive au décès de Charles-Ernest Paulmier) au 7 décembre 1919, il est élu conseiller général du canton de Falaise-Sud en 1908, réélu jusqu'à sa mort en 1923.
Il est sous-secrétaire d'État à l'intérieur dans l'éphémère gouvernement Alexandre Ribot (4), du 10 au 13 juin 1914.

## Liens externes

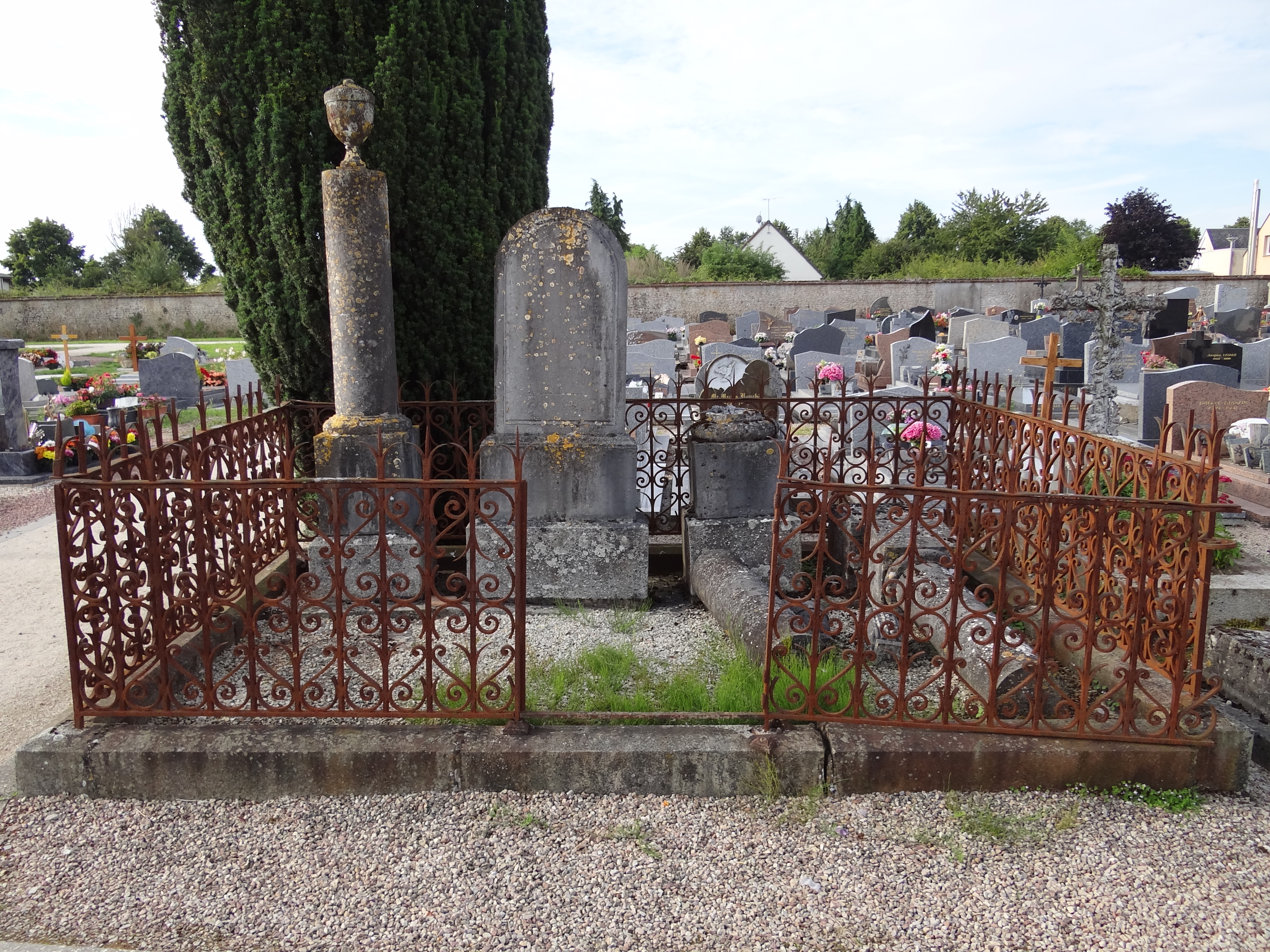
La tombe de Joseph Le Cherpy au cimetière de Guibray à Falaise (Calvados).

## Sources
- « Joseph Le Cherpy », dans le Dictionnaire des parlementaires français (1889-1940), sous la direction de Jean Jolly, PUF, 1960 [détail de l’édition]